# Polyachyrus
Polyachyrus Lag., 1811 è un genere di piante angiosperme dicotiledoni della famiglia delle Asteraceae.

## Descrizione

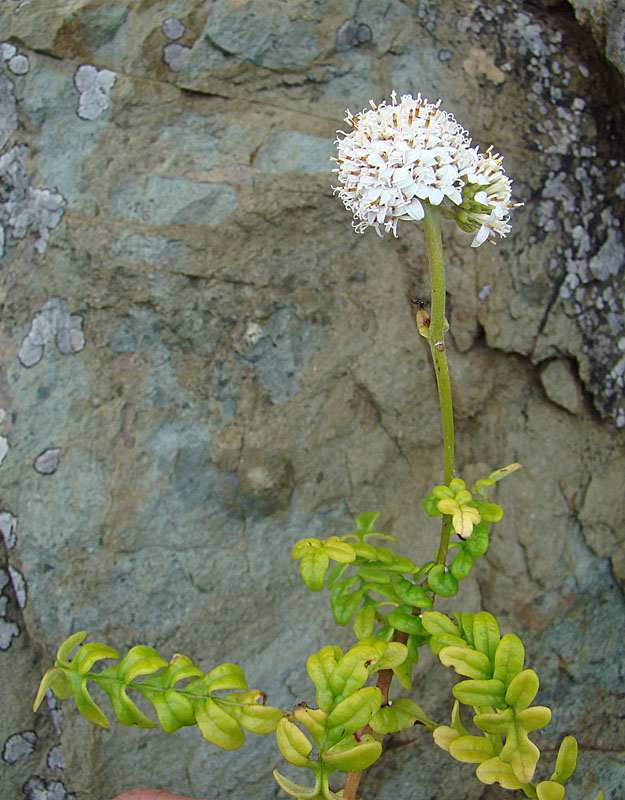
Il portamento
Polyachyrus poeppigii

Le specie di questo gruppo hanno un habitus perenne, subarbustivo, arbustivo, rampicante, prostrato, decombente o (raramente) erbaceo. Sono prive di lattice.
Le foglie lungo il caule sono disposte in modo alternato. La lamina fogliare è pennato-lobata o pennatosetta, intera o grossolanamente dentata.
Le infiorescenze sono composte da capolini solitari terminali o raccolti in formazioni pseudocorimbose sottesi da una o più brattee. I capolini sono sessili e sono formati da un involucro cocleariforme composto da 5 brattee (o squame) all'interno delle quali un ricettacolo fa da base ai fiori.
I fiori sono tetraciclici (a cinque verticilli: calice – corolla – androceo – gineceo) e in genere pentameri (ogni verticillo ha 5 elementi). I fiori, da 2 a 3, sono ermafroditi e fertili.
- Formula fiorale:

*/x K {\displaystyle \infty }, [C (5), A (5)], G 2 (infero), achenio
- Calice: i sepali del calice sono ridotti ad una coroncina di squame.
- Corolla: le corolle sono bilabiate: il labbro esterno ha tre denti, quello interno due profondi lobi revoluti e attorcigliati. Le corolle sono colorate di bianco e rosa.
- Androceo: l'androceo è formato da 5 stami con filamenti liberi e antere saldate in un manicotto circondante lo stilo.[9] Le antere in genere hanno una forma sagittata con appendici apicali acute. Le teche sono calcarate (provviste di speroni) e provviste di code. Il polline normalmente è tricolporato a forma sferica (può essere microechinato).
- Gineceo: il gineceo ha un ovario uniloculare infero formato da due carpelli.[9] Lo stilo è unico e con due stigmi divergenti. Alla base dello stilo è presente un nettario (e talvolta un nodo). Gli apici degli stigmi sono troncati (o ottusi) e sono ricoperti da piccole papille o in qualche caso da peli penicillati. L'ovulo è unico e anatropo.

I frutti sono degli acheni con pappo. La forma degli acheni è fusiforme o cilindrica (raramente è compressa); le pareti sono ricoperte da coste (raramente sono presenti dei rostri) e sono glabre (o eventualmente setolose). Il carpoforo (o carpopodium) è indistinguibile oppure è assente. Il pappo (raramente è assente) è formato da setole disposte su una serie, sono barbate o piumose del tutto o a volte sono subpiumose solo apicalmente, ed è direttamente inserito nel pericarpo o connato in un anello parenchimatico posto sulla parte apicale dell'achenio.

## Biologia
- Impollinazione: l'impollinazione avviene tramite insetti (impollinazione entomogama tramite farfalle diurne e notturne).
- Riproduzione: la fecondazione avviene fondamentalmente tramite l'impollinazione dei fiori (vedi sopra).
- Dispersione: i semi (gli acheni) cadendo a terra sono successivamente dispersi soprattutto da insetti tipo formiche (disseminazione mirmecoria). In questo tipo di piante avviene anche un altro tipo di dispersione: zoocoria. Infatti gli uncini delle brattee dell'involucro si agganciano ai peli degli animali di passaggio disperdendo così anche su lunghe distanze i semi della pianta.

## Distribuzione e habitat
Le specie di questo gruppo sono distribuite nel Cile e nel Perù.

## Tassonomia
La famiglia di appartenenza di questa voce (Asteraceae o Compositae, nomen conservandum) probabilmente originaria del Sud America, è la più numerosa del mondo vegetale, comprende oltre 23.000 specie distribuite su 1.535 generi, oppure 22.750 specie e 1.530 generi secondo altre fonti (una delle checklist più aggiornata elenca fino a 1.679 generi). La famiglia attualmente (2021) è divisa in 16 sottofamiglie.

### Filogenesi
La sottofamiglia Mutisioideae, nell'ambito delle Asteraceae occupa una posizione "basale" (si è evoluta precocemente rispetto al resto della famiglia) ed è molto vicina alla sottofamiglia Stifftioideae. La tribù Nassauvieae con la tribù Mutisieae formano due "gruppi fratelli" ed entrambe rappresentano il "core" della sottofamiglia.
Il genere Polyachyrus descritto da questa voce appartiene alla tribù Nassauvieae. In uno studio recente (2018) il genere di questa voce risulta appartenere ad un clade (interno alla tribù) formato dai generi Leucheria, Moscharia, Oxyphyllum e Polyachyrus. Nell'ambito di questo clade Polyachyrus è vicino al genere Moscharia in quanto entrambi condividono le foglie con padiglioni auricolari alla base, e il capolino con involucro monoseriato.
I caratteri distintivi per le specie di questo genere sono:
- il portamento è subarbustivo;
- le foglie basali sono rosulate;
- il ricettacolo è più o meno provvisto di pagliette;
- la corolla è bilabiata;
- i rami dello stilo sono incoronati da papille.

Il numero cromosomico delle specie di questo genere è: 2n = 42 e 54.

### Elenco specie
Questo genere comprende le seguenti 7 specie:
- Polyachyrus annuus I.M.Johnst.
- Polyachyrus carduoides  Phil.
- Polyachyrus cinereus  Ricardi & Weldt
- Polyachyrus fuscus  Walp.
- Polyachyrus gayi  J.Rémy
- Polyachyrus poeppigii  Kunze ex Less.
- Polyachyrus sphaerocephalus  D.Don

### Sinonimi
Sono elencati alcuni sinonimi per questo genere:
- Bridgesia Hook.
- Cephaloseris  Poepp. ex Rchb.
- Diaphoranthus  Meyen